# Като, Нацуки
Нацуки Като (яп. 加藤 夏希 Като: Нацуки) — японская актриса. Родилась 26 июля, 1985 года в префектуре Акита, Япония. Является поклонником аниме. Её любимым аниме являются «Рубаки». Так как её любимой сэйю является Мэгуми Хаясибара, её любимой героиней стала героиня аниме-сериала «Евангелион», Рей Аянами и обычно актриса предпочитает косплеить именно её. Как пояснила актриса, в Рей нет грязи и она загадочна. Как девушка, она вызывает восхищение. Также ей нравится Аи Хаибара из аниме «Детектив Конан».
Личная жизнь: 6 июня 2014 году сообщила на своём блоге о замужестве. 7 июля 2016 году родила дочь, в феврале 2019 года родила сына.

## Роли
- 2000 — Poppugurûpu koroshiya
- 2001 — Стэйси: Атака зомби-школьниц — Эйко
- 2001 — Волшебница тьмы 4 — Misa Kuroi
- 2002 — Плач агнца — Chizuna Takashiro
- 2002 — Kamen Raidâ Ryûki: Episode Final — Kamen Rider Femme / Miho Kirishima
- 2002 — Cocorico Miracle Type (сериал)
- 2003 — Королевская битва II — Саки Сакурай
- 2003 — Токио 10+01 — Coco
- 2005 — Go! Go! Heaven! (сериал)
- 2005 — Атака № 1 — Сатоми Ёсимура
- 2005 — Buraddo enjeru: shisutâ obu hâto
- 2007 — Принц суши! (сериал)
- 2008 — Цветочки после ягодок: Финал — Shigeru Okawara
- 2008 — Атака на саммит G8
- 2008 — Ôsaka Hamuretto — Yuga Akashi
- 2009 — Togezaa — Ami miura
- 2010 — Gekijô ban poketto monsutâ: Daiamondo & Pâru — Gen’ei no hasha Zoroâku
- 2011 — Untitled Keiko Kitagawa Pic

## Озвучка
- 2002 — Страстное сердце: Неистовый бомбардир — Мики Цудзиваки
- 2005 — Onegai My Melody — Канадэ Юмэно
- 2006 — Onegai My Melody: Kuru Kuru Shuffle — Канадэ Юмэно
- 2007 — Onegai My Melody Sukkiri — Канадэ Юмэно
- 2008 — Рубаки: Революция (сериал) — Куппи
- 2009 — Рубаки: Эволюция-Эр (сериал) — Куппи